# 藤枝優希
藤枝優希（ふじえだ ゆうき、2000年10月11日 - ）は、大阪府出身のタレント、俳優。芸能プロダクションNAC所属。

## 出演

### テレビドラマ
- 科捜研の女 Season16 第12話（2017年1月26日、テレビ朝日） - 兵藤貞弘（少年期） 役
- 狩矢父娘シリーズ18「京都〜神戸プロポーズ殺人事件！」（2017年3月23日、テレビ朝日） - 梅宮祐介（少年期） 役
- 科捜研の女 Season17 第13話（2018年2月15日、テレビ朝日） - 宗方俊（少年期） 役
- DIVER-特殊潜入班- 第3話（2020年10月6日、関西テレビ・フジテレビ） - 藤田 役